# Admá

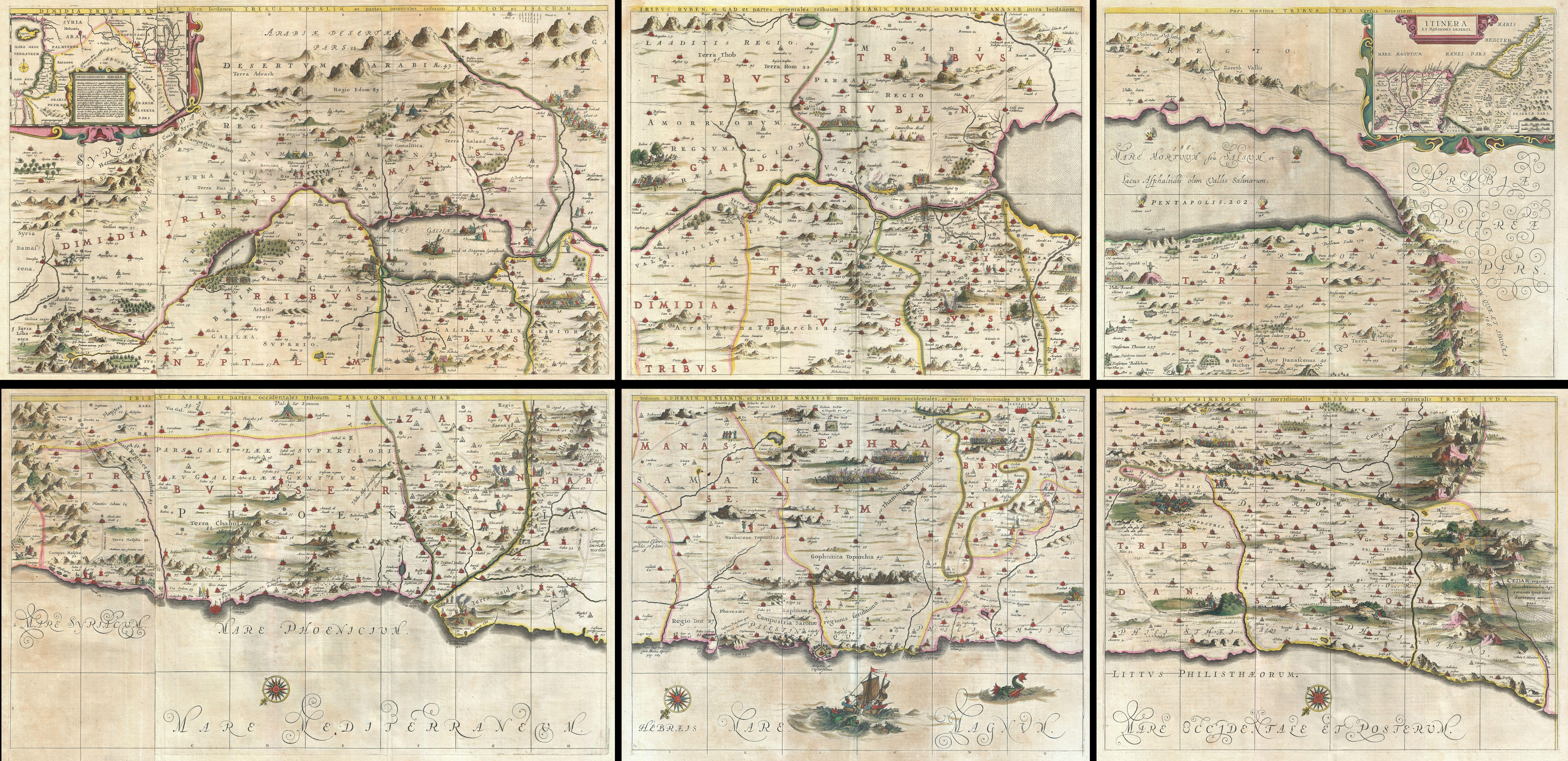
Admá (Adama) en un mapa de Janssonius de 1662 (cuadrante superior derecho, segunda fila, primera columna)

Según la Biblia, Admá (del hebreo אַדְמָה) era una de las cinco ciudades del Valle de Siddim, la cual fue destruida junto con Sodoma y Gomorra. William F. Albright supone que es la misma que el "Adán" de Josué 3:16. La ubicación de Admá es desconocida, aunque Bryant G. Wood, un defensor de la teoría del sur para las Ciudades de la Llanura, identificó el sitio con Numeira, pero luego lo cambió a Khirbat al-Khanazir, Jordania, aunque fue solo un cementerio durante la Edad del Bronce, y los defensores de la teoría del norte para las Ciudades de la Llanura identifican el sitio con Tall Nimrin, Jordania.
Su nombre hebreo 'adhmah, se toma de una raíz que significa "rojo" (el mismo del que podría derivarse el nombre Adán); el significado está indicado por las diversas fuentes como "tierra roja", "terrenal" o "fortaleza".
En Génesis 10:19 es una de las ciudades mencionadas como limítrofes con el territorio de Canaán; en Gen 14, se explica que Adma y las otras cuatro ciudades del pentápolis habían estado bajo el control de los reyes de Sinar, Elasar, Elam y Goim durante doce años, y se rebelaron contra ellos; En ese momento, un hombre llamado Sinab era el rey de Admá. En Deuteronomio 29: 22-23 se revela que la ciudad fue destruida junto con Sodoma, Gomorra y Zeboím cuando Dios envió la lluvia de fuego; en referencia a este evento, nuevamente se cita en Oseas 11: 8.
Algunos eruditos han tratado de identificarlo con la ciudad de Adán (o Adama) mencionada en Jos 3:16, así como para ubicarlo donde Damieh, un vado del río Jordán, se encuentra actualmente.
También se ha conjeturado que Admá se menciona en las tablillas de Ebla como la palabra eblaíta "ad-ma" o "ad-mu-utki", que significaría Ciudad de Admá.